# Енергоємні матеріали
Енергоємні матеріали це клас матеріалів з високим вмістом збереженої хімічної енергії яка може бути звільнена.
Типовими класами енергоємних матеріалів є вибухові матеріали, піротехнічні склади, метальні заряди (наприклад бездимний порох та ракетне паливо) та паливо (наприклад дизельне пальне та бензин).

## Класи енергоємних матеріалів

### Піротехніка
Піротехніка є найважливішими компонентом пристроїв, які використовуються як приманки, бойові тренажери і сигнали. Ці компоненти необхідні для запалення і горіння специфічним способом, щоб створити певні кольори і яскраве світло або дим. Для виконання цих вимог, піротехнічні суміші часто містять шкідливі речовини, такі як перхлорат, нафталін і гексахлоретан, а також токсичні метали. Проекти в цій області зосереджені на розробці нових піротехнічних сумішей, які не містять ці та інші екологічно шкідливі матеріали.

### Ракетне паливо
Для підтримки необхідної продуктивності систем озброєння, ракетне паливо, яке в даний час використовується у військових ракетах містить екологічно шкідливі речовини, такі як перхлорат амонію і сполуки свинцю. Проекти спрямовані на розвиток нових формул метальних зарядів, які не містять перхлорати, сполуки свинцю, гексоген або інші екологічно шкідливі матеріали.

### Вибухівка
Вибухові речовини використовуються як боєприпаси основного заряду у боєголовках і в запалах, капсулях і детонаторах використовуються для підриву основного заряду. Робочі характеристики вибухових матеріалів часто пов'язані з екологічно шкідливими матеріалами, такими як свинець і гексоген. Крім того, процеси синтезу вибухових з'єднань, таких як тринітротолуол (TNT) і триамінотринітробензен (TATB) генерують значні кількості небезпечних відходів або вимагають екологічно шкідливих похідних речовин. Проекти сфокусовані на створенні вибухівки з нешкідливими для навколишнього середовища процесами синтезування і використанням безпечних матеріалів.

### Боєприпаси і снаряди
Потенційні небезпеки для навколишнього середовища пов'язані практично з усіма компонентами боєприпасів, які звичайно використовуються військовими. У капсулях використовують шкідливі компоненти. Метальні заряди містять нітроцелюлозу і значні кількості небезпечних відходів, які утворюються в процесі їх виробництва. Снаряди створюють з небезпечних матеріалів, таких свинець і збіднілий уран.

### Використання боєприпасів і їх утилізація
Використання і утилізація боєприпасів викликають значні забруднення повітря. Кількість і склад цих викидів повинні бути визначені для того, щоб військові могли дотримуватися екологічних норм і отримати дозволи для продовження критично важливих заходів.

### Паливо
- Па́ливо — горючі природні або штучні тверді, рідкі або газоподібні речовини, які при спалюванні слугують джерелом теплової енергії. Основною складовою частиною яких є вуглець. Паливо застосовуються з метою отримання теплової енергії, що виділяється при його спалюванні.
- Ди́зельне па́ливо — (також — солярка) рідка речовина, що є головним видом палива для дизельних двигунів. Зазвичай під цим терміном розуміють паливо, що виходить з гасово-газойлевих фракцій прямої перегонки нафти.
- Гас — горюча рідина, продукт перегонки нафти.
- Бензи́н — природна (одержують з нафти) або штучно одержана суміш вуглеводнів різної будови, які киплять найчастіше між 40 °C і 205 °C.

### Метальні заряди
- Димний порох або чо́рний по́рох[2](англ. black powder) — це історично перша і найбільш проста за хімічним складом метальна вибухова речовина (ВР), яка складається з трьох компонентів:сірки, калієвої або натрієвої селітри та деревного (вільхового) вугілля і являє собою зерна одноманітного чорного або сірого кольору зі слабко блискучою поверхнею. Порох винайдений судячи з всього, в Китаї в Середньовіччя. Протягом близько 500 років, до середини XIX століття, була фактично єдиною доступною людству вибуховою речовиною. До 1890-х виявився повністю витіснений з воєнної сфери більш досконалою ВР; зокрема, як вибухова речовина, поступилася місцем різним видам бездимного пороху. Тим не менш димний порох продовжує застосовуватися і в наш час, хоча сфера його використання достатньо вузька. Насамперед він використовується в піротехніці, рідше — як вишибний заряд в деяких видах боєзапасів та іноді в дистанційних трубках. Він нерідко використовується стрільцями-аматорами і мисливцями при ручному спорядженні патронів[2][3][4].
- Бездимний порох (англ. Smokeless powder) або нітропорох (англ. nitro powder) — групова назва метальних вибухових речовин, що використовуються у вогнепальній зброї і артилерії, в твердопаливних ракетних двигунах, які при згорянні не утворюють твердих частинок (диму), а тільки газоподібні продукти згоряння, на відміну від димного (чорного) пороху. Типи бездимного пороху включають кордит, балістит і, традиційно, білий порох (англ. Poudre B). Вони класифікуються на одноосновний, двоосновний і триосновний.